# Ерёмин, Вадим Владимирович
Вадим Владимирович Ерёмин (род. 1962) — учёный в области математической химии, д.ф.м.н. (2004), профессор химфака МГУ (2012). Деятельный участник олимпиадного движения и автор целого ряда учебников и учебных пособий по химии. Лауреат Премии Президента РФ в области образования (1998) и Премии им. М. В. Ломоносова за педагогическую деятельность (2002).

## Биография
Окончил химический факультет МГУ (1984).
Защитил кандидатскую диссертацию на звание к.ф.м.н. по теме «Разработка методов описания распределения интенсивностей в сплошных спектрах связанно-несвязанных электронных переходов двухатомных молекул».
Тема докторской диссертации «Моделирование внутримолекулярной колебательной динамики в фемтосекундном временном диапазоне» (2004).
Профессор химического факультета МГУ им. М. В. Ломоносова (2012).
Непродолжительное время (2015—2017 гг.) преподавал в МФТИ на кафедре молекулярной и биологической физики ФМБФ (факультет биологической и медицинской физики).

## Научная деятельность
Научные интересы связаны с динамическими процессами в наноразмерных биомолекулярных системах.

### Участие в подготовке научных кадров
Принимает деятельное участие в подготовке и проведении системы химических олимпиад, научный руководитель команды России на Международных химических олимпиадах, член Международного олимпийского комитета по химии.
Автор ряда учебников и учебных пособий по химии для учащихся средней школы, участников химических олимпиад и поступающих в вузы.
В МГУ читает курсы
- «Общая и физическая химия»,
- «Физическая химия»,
- «Статистическая термодинамика»,
- «Квантовая динамика открытых систем».

Ведёт ряд курсов на платформе «Открытое образование» и др. сетевых площадках:
- «Простые молекулы в нашей жизни»,
- «Как химия объясняет и изменяет окружающий мир»,
- «Школьная химия: простая и интересная» и др.

### Из библиографии

#### Учебники и учебные пособия для вузов
- Основы физической химии / Ерёмин В. В., Каргов С. И., Успенская И. А., Кузьменко Н. Е., Лунин В. В. (серия «Классический университетский учебник»): в 2 частях.
  - Часть 1: Теория. 6-е изд. М.: Лаборатория знаний, 2021. ISBN 978-5-00101-339-6, 348 с.
  - Часть 2: Задачи. 6-е изд. М.: Лаборатория знаний, 2021. ISBN 978-5-00101-340-2, 271 с.
- Теоретическая и математическая химия. / Ерёмин В. В. 4-е изд., стереотипное. М.: МЦНМО, 2021.
- Задачи по физической химии : учеб. пособие для студентов, обучающихся по специальности 011000 — Химия и по направлению 510500 — Химия / В. В. Ерёмин [и др.]. — М. : Экзамен, 2005. — 318 с. : ил.; 21 см. — (Серия «Учебное пособие для вузов»).; ISBN 5-472-00602-3 : 3000
- Основы общей и физической химии : учеб. пос. для студентов высш. учеб. завед., по дисц. «Химия», по направлению подготовки ВПО 011200 / В. В. Ерёмин, А. Я. Борщевский. — Долгопрудный : Интеллект, 2012. — 847 с. : ил., табл.; 25 см; ISBN 978-5-91559-092-1
- Сборник задач по общей и физической химии / Ерёмин В. В., Борщевский А. Я. Долгопрудный: Издат. Дом «Интеллект», 2019. ISBN 978-5-91559-261-1, 416 с.

#### Диссертации
- Ерёмин, Вадим Владимирович. Разработка методов описания распределения интенсивностей в сплошных спектрах связанно-несвязанных электронных переходов двухатомных молекул : диссертация … кандидата физико-математических наук : 02.00.04. — Москва, 1988. — 140 с. : ил
- Ерёмин, Вадим Владимирович. Моделирование внутримолекулярной колебательной динамики в фемтосекундном временном диапазоне : диссертация … доктора физико-математических наук : 02.00.17. — Москва, 2004. — 271 с.

#### Учебные пособия для школьников, участников олимпиад, поступающих в вузы
- 2400 задач для школьников и поступающих в вузы / Н. Е. Кузьменко, В. В. Ерёмин. — М.: Дрофа, 1999. — 560 с.: ил.; 24 см. — (Большая библиотека «Дрофы») (Химия).; ISBN 5-7107-2553-6
- Нанохимия и нанотехнологии. Профильное обучение. 10-11 классы : учебное пособие / В. В. Ерёмин, А. А. Дроздов. — Москва : Дрофа, 2009. — 110 с.; 21 см. — (Элективные курсы).; ISBN 978-5-358-06786-8
- Кузьменко Н. Е., Ерёмин В. В., Попков В. А. Начала химии. 2004—2010
- Ерёмин В. В. и др. Школьные учебники по химии, 8-11 классы. 2008—2010
- Ерёмин В. В. Теоретическая и математическая химия для школьников. 2007
- Ерёмин В. В., Дроздов А. А. Элективные курсы Нанохимия и нанотехнологии 10-11 класс профильное обучение. 2009
- Теоретическая и математическая химия для школьников : подготовка к химическим олимпиадам / В. В. Ерёмин. — Изд. 4-е, стер. — Москва : Изд-во МЦНМО, 2021. — 640 с. : ил.; 22 см. — (Для школьников).; ISBN 978-5-4439-1563-0 : 2000 экз.
- и др.[2]

## Награды и премии
- Лауреат Премии Президента РФ в области образования (1998),
- Премия им. М. В. Ломоносова за педагогическую деятельность (2002).
- Медаль ордена «За заслуги перед Отечеством» (I ст. — 2020, II ст. — 2013)[1]